# جروم از پراگ
جروم اهل پراگ (چکی: Jeroným Pražský ; لاتین: Hieronymus Pragensis ; 1379 – 30 مه ۱۴۱۶) فیلسوف مَدرَسی، متکلم، اصلاح طلب و استاد دانشگاه اهل چک بود. جروم یکی از پیروان اصلی یان هوس بود و به دلیل بدعت در شورای کنستانس سوزانده شد.

## اوایل زندگی
جروم در سال ۱۳۷۹ در شهر پراگ، پادشاهی بوهمیا (جمهوری چک فعلی) به دنیا آمد و در سال ۱۳۹۸ از دانشگاه چارلز پراگ فارغ‌التحصیل شد. او بعدها در دانشگاه آکسفورد تحصیل کرد و در آنجا برای اولین بار با آموزه‌های اصلاح طلبانه جان ویکلیف آشنا شد. او زندگی خود را وقف ریشه‌کن کردن آموزه‌های کلیسا و عقاید فاسد آن کرد و بابت همین عقاید در طول زندگی خود بارها به زندان افتاد. عقاید رادیکال او در نهایت باعث مرگ او به عنوان یک بدعت گذار شد، اما مرگ، او را به شهید راه اصلاحات پروتستانی و پیروان یان هوس (معروف به هوسی‌ها) تبدیل کرد.

## جوانی

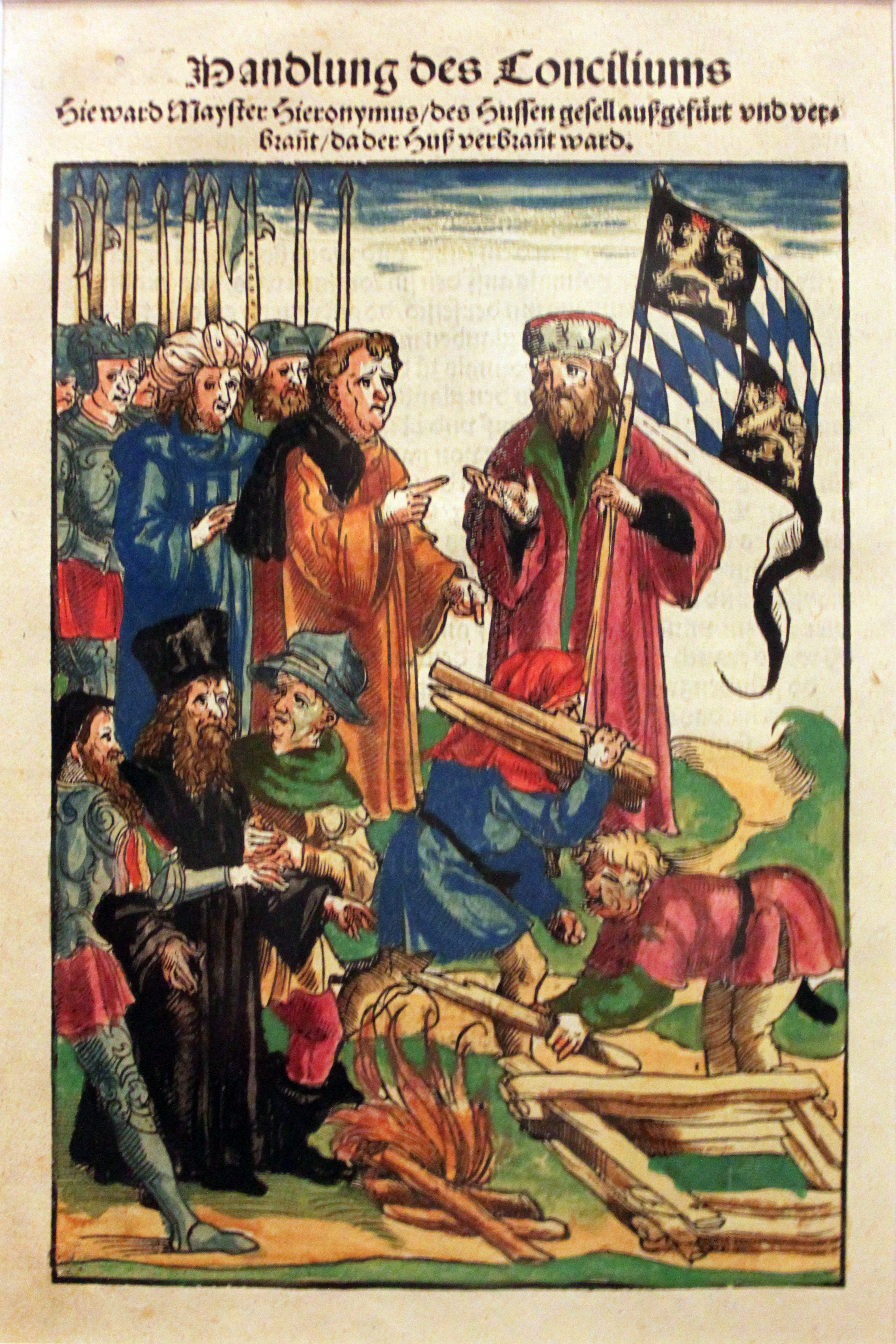
سوزاندن هیرونیموس از پراگ در سال 1536

جروم مدتی را در دانشگاه‌های پاریس، کلن و هایدلبرگ به تدریس پرداخت، اما در همه این دانشگاه‌ها به بدعت گذاری متهم شد و مجبور شد به بوهمیا بازگردد. او بیشتر عمر خود را در سفر به دانشگاه‌های مختلف گذراند، اما اغلب به بوهمیا بازمی‌گشت، جایی که عملاً از هرگونه تعقیب در امان بود. جروم با سخنرانی‌هایش شهرت زیادی به دست آورد و مهارت‌های خطابه‌هایش مورد تحسین قرار گرفت و مردم را به تظاهرات علیه کلیسا برانگیخت، اگرچه این اعتراضات گاهی پایان بدی داشت. جروم در سال ۱۴۰۲ از انگلستان بازدید کرد، جایی که در دانشگاه آکسفورد، کتاب‌های دیالوگ (Dialogus) و سه‌گانه (Trialogus) جان ویکلیف را بازنویسی کرد و بدین ترتیب علاقه خود را به جنبش لولاردی نشان داد. او مدافع سرسخت و صریح رئالیسم و پس از آن، ویکلیفیسم شد. این ابراز علاقه‌ها باعث ایجاد اتهاماتی می‌شد که مدام او را به دردسر می‌انداخت. در سال ۱۴۰۳ به اورشلیم و در سال ۱۴۰۵ به پاریس رفت. در آنجا او مدرک کارشناسی ارشد خود را گرفت، اما ژان شرلیه او را از دانشگاه بیرون کرد. در سال ۱۴۰۶ همان مدرک را در دانشگاه کلن و اندکی بعد در دانشگاه هایدلبرگ اخذ کرد.
او در سال ۱۴۰۷ به پراگ بازگشت اما او دیگر در پراگ احساس امنیت بیشتر نمی‌کرد اما با این حال دوباره در کلاس‌های کاشناسی ارشد شرکت و دوباره مدرک کارشناسی ارشد را گرفت. در همان سال به آکسفورد بازگشت، اما مجبور به فرار شد. طی سالهای ۱۴۰۸ و ۱۴۰۹ او در پراگ بود و آنجا گها و بیگاه در برخی مناطق مخالفت‌هایی با او می‌شد. در اوایل ژانویه ۱۴۱۰، او سخنرانی محتاطانه ای به نفع دیدگاه‌های فلسفی ویکلیف ایراد کرد و چهار سال بعد در شورای کنستانس همان دیدگاه‌ها علیه او مورد استناد قرار گرفت. در مارس ۱۴۱۰، یک مهر و موم پاپ علیه نوشته‌های ویکلیف صادر شد، و به اتهام حمایت از این عقاید، جروم در وین زندانی شد، اما موفق شد به موراویا بگریزد. به همین دلیل او توسط اسقف کراکوف تکفیر شد. پس از بازگشت به پراگ، به عنوان مدافع هوس شناخته می‌شد. یک اعتقاد رد شد وجود دارد که جروم را به رهبری تظاهراتی نسبت می‌دهد که در آن فرمان مهر و موم پاپ را ابتدا به گردن یک فاحشه در گاری می‌بندند و سپس تا تخته‌بند پراگ می‌برند تا در ملاء عام سوزانده شوند، اما رهبر این اعتراضات در واقع وک والدشتاین بود.

## میانسالی

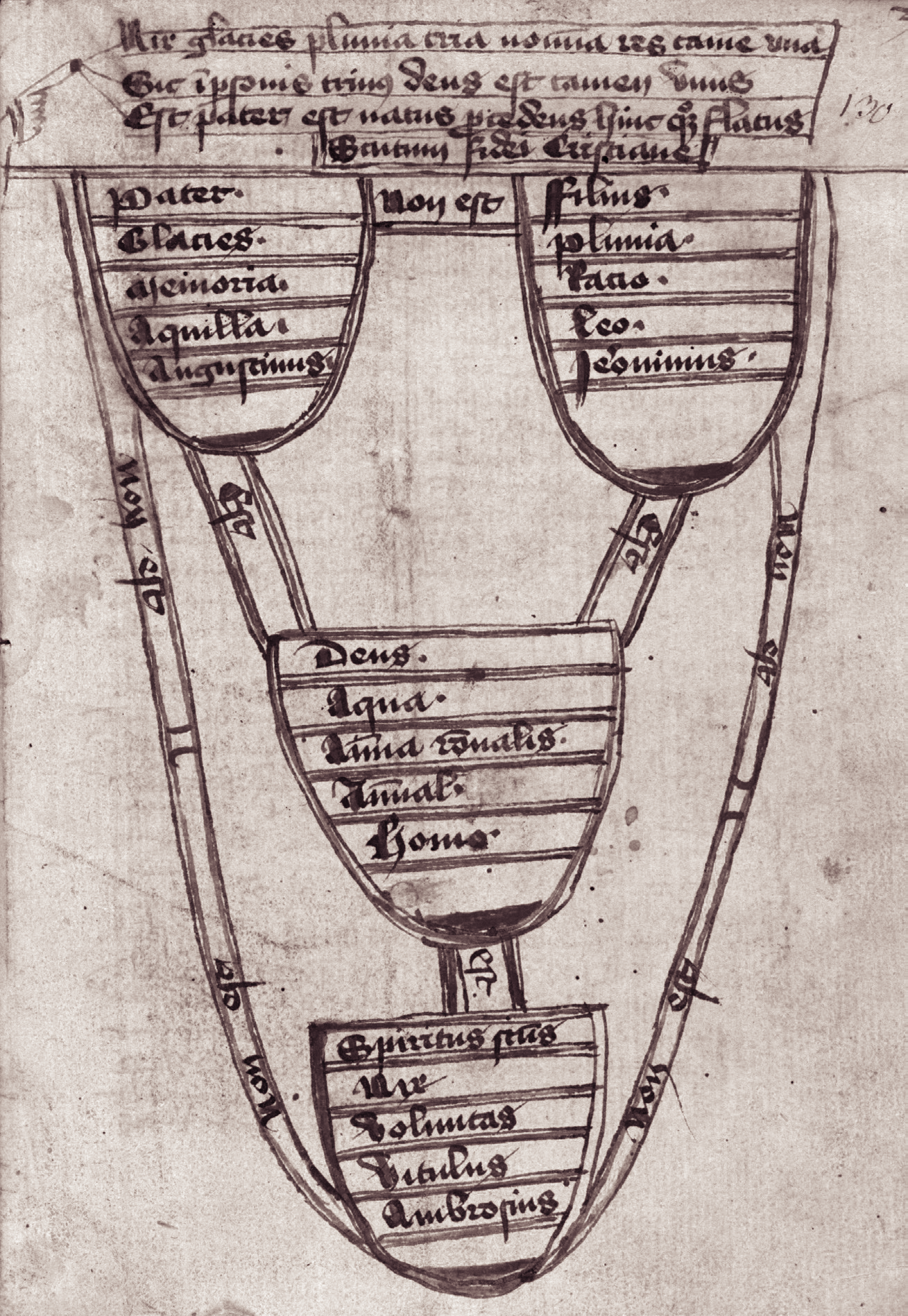
نمایی از «سپر تثلیث».

جروم تمایل داشت ایده‌های رادیکال تری در ارتباط با کاتولیک را آموزش دهد، آموزه‌هایی مانند اعتقاد به اینکه خدا مستقیماً برای یک مسیحی بدون نیاز به کلیسا یا مقامات کلیسا قابل دسترس است. او تعلیم داد که باید از آموزه‌های خود عیسی اطاعت کرد، حتی اگر آنها با آموزه‌های کلیسای کاتولیک در تضاد باشند. او عمدتاً پیرو ایدئولوژی‌های هر دو نفر از اصلاح طلبان کلیسا یعنی جان ویکلیف و یان هوس بود. از آنجایی که آموزه‌های او برخلاف آموزه‌های کلیسای کاتولیک بود، او دائماً از دست مقامات فراری بود. البته هاس در رویکرد خود بشدت معتدل تر از جروم بود.
جروم تظاهرات عمومی را در پاریس، وین، پراگ و به عبارتی هر جا که می‌توانست برمی‌انگیخت. بیشتر این تظاهرات در شهرهایی بود که جروم در آن تدریس می‌کرد. تدریس در دانشگاه‌ها به جروم اجازه داد تا به مخاطبان زیادی ارتباط داشته باشد. در کراکوف، او در مورد پذیرش چهل و پنج بندی که دشمنان ویکلیف از نوشته‌های ویکلیف ساخته بودند و ادعا می‌کردند نشان‌دهنده آموزه‌های بدعت‌انگیز ویکلیف است، به‌طور عمومی مورد بازجویی قرار گرفت. البته جروم اعلام کرد که آنها را در رویه کاری خود رد کرده‌است.

## محاکمه و مرگ

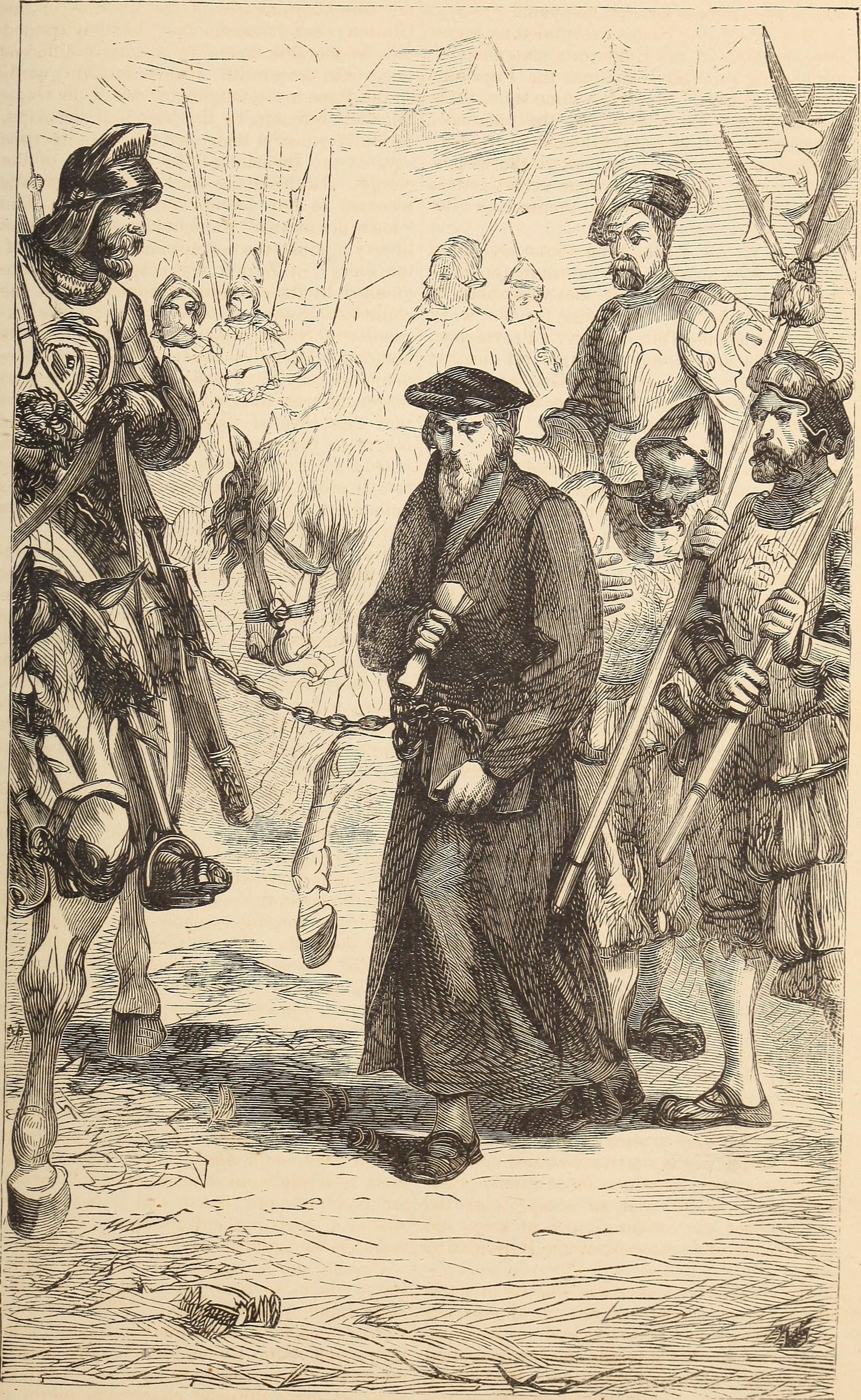
بردن جروم از پراگ به زندان، تصویر ۱۸۷۰

هنگامی که در ۱۱ اکتبر ۱۴۱۴، هوس به شورای کنستانس رفت، جروم به او اطمینان داد که در صورت نیاز و برخلاف میل هوس به کمک او خواهد آمد. به محض ورود هوس به کنستانس، دستگیر و زندانی شد. با وجود اینکه هوس و سایر دوستانش به جروم اخطار دادند، جروم به قول خود عمل کرد و در ۴ آوریل ۱۴۱۵، به کنستانس رسید. ورود او غوغایی در شهر ایجاد کرد.
دوستان جروم او را متقاعد کردند که به بوهمیا بازگردد. اما در راه بازگشت در ۲۰ آوریل در هیرشاو دستگیر شد و به سولزباخ منتقل شد و در آنجا زندانی شد و در ۲۳ مه به کنستانس بازگردانده شد. او بلافاصله به اتهام فرار از دست شورا محاکمه شد.
انسان گرای ایتالیایی پوجو براچیولینی که در آن روزها در کنستانس حضور داشت، از طریق نامه ای به زبان لاتین خطاب به لئوناردو برونی، شهادت مستقیمی از محاکمه و اعدام جروم به جا گذاشت.
اتهام‌های او عبارت بودند از تهمت زدن به پاپ، دشمنی با کاردینال‌ها، آزار و اذیت روحانیون و دشمنیت با دین مسیحیت، نپذیرفتن تز ارتدکس در مورد عشای ربانی. در نهایت به او با القابی مثل منافق و الاغ توهین شد.
با این حال به او دو روز فرصت داده شد تا به اشتباهات خود اعتراف کند. در نهایت، در ۳۰ مه ۱۴۱۶، توسط شورا به عنوان یک بدعت گذار متهم شد و به مرگ در آتش محکوم شد.

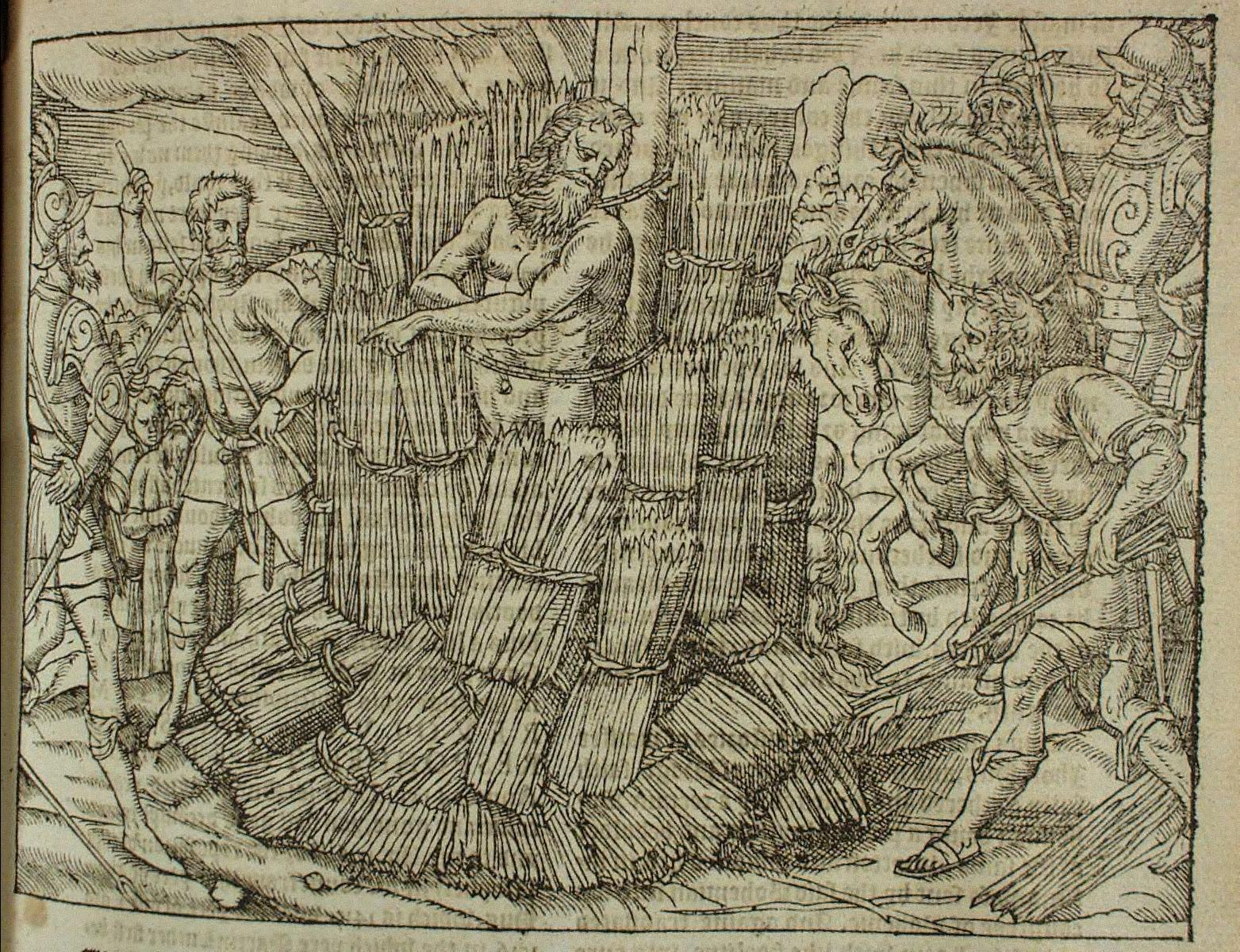
سوزاندن جروم از پراگ، کتاب شهدای جان فاکس (۱۵۶۳)

محکومیت او به دلیل پذیرش آشکار نظرات و عقاید بدعت آمیز ویکلیف، به ویژه در مورد عشای ربانی بود؛ البته تحسین آشکار او از هوس و آموزه‌هایش حکم او را از پیش مشخص کرده بود. شورا با امتناع از انکار این عقاید، از زندانی کردن او استفاده کرد تا جروم را وادار به ترک از بدعت‌های خود کند. در جلسات علنی شورا در ۱۱ و ۲۳ سپتامبر ۱۴۱۵ جروم بدعت‌های خود را انکار کرد و ویکلیف و هوس را کنار کرد. او در نامه‌هایی به پادشاه بوهمیا و دانشگاه پراگ اعلام کرد که متقاعد شده‌است که هوس به حق به بدعت متهم شده‌است. (هوس در حالی که جروم در زندان بود در آتش سوزانده شده بود) با این حال، او در زندان ماند زیرا شورا در صداقت انکارهای او تردید داشت. در ۲۳ مه ۱۴۱۶ و در ۲۶ مه او را مجدداً به شورا آوردند تا از صحت انکار او مطمئن شوند. در روز دوم انکار خود را پس گرفت و در نتیجه به بدعتِ دوباره محکوم شد، و به مقامات تحویل داده شد تا سوزانده شود. متعاقباً، جروم به عنوان شهید هوسی‌ها شناخته شد و توسط پروتستان‌های بعدی مانند جان فاکس نامش را برای بکارگیری در کتاب‌های تاریخی برای آموزش فرقه‌های پروتستانی قرن شانزدهم استفاده کرد.